# 守礼の光

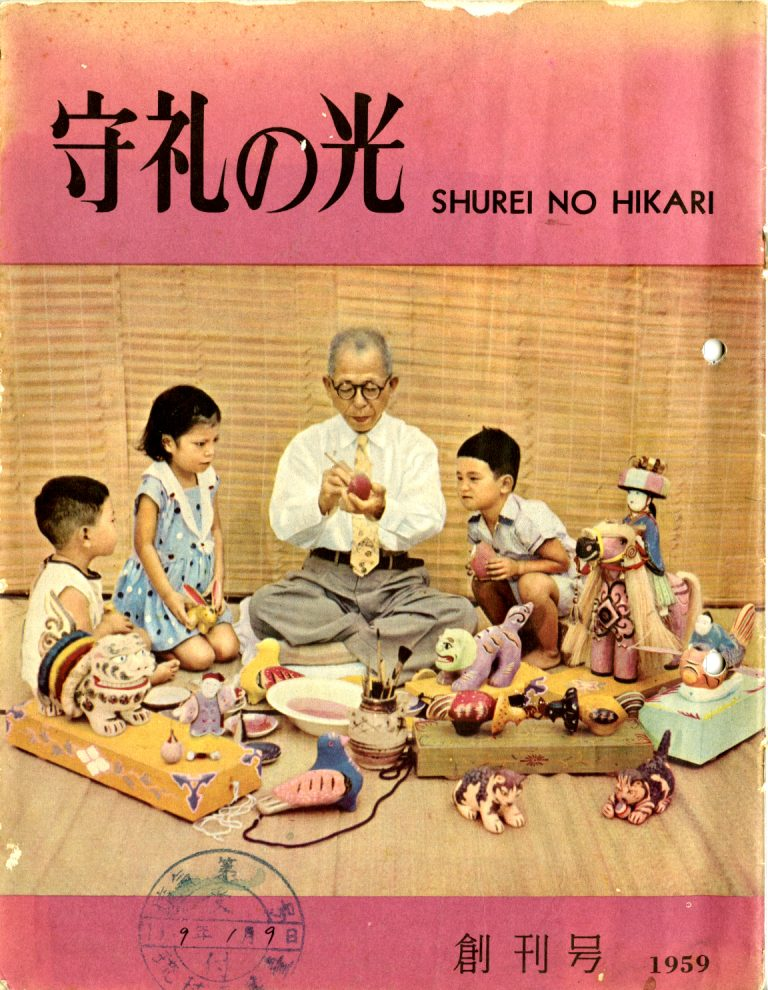
牧港補給地区補助施設で米陸軍第7心理戦部隊が編集していた『守礼の光』。創刊号は1959年。カラーで約10万部印刷され、無料で配布されていた。(沖縄県公文書館所蔵)

『守礼の光』（しゅれいのひかり）は、1959年（昭和34年）から1972年（昭和47年）まで、当時の琉球政府統治下の沖縄諸島において発行されていた雑誌。

## 概要
当時琉球を支配下においていた琉球列島米国民政府によるプロパガンダを目的とした雑誌である。発行元は琉球列島高等弁務官府であったが、実際の編集業務は
アメリカ陸軍第7心理作戦部隊が担当していた。
発行部数は約10万部で無料配布されていた。当時の沖縄では『今日の琉球』と並ぶ情報誌であった。
雑誌の内容としては「沖縄の住民に軍の良さを理解させ、駐留する必要性を知ってもらう」ことに主眼が置かれ、当時ベトナム戦争などを戦っていた米軍へ兵力・物資を供給する後方支援基地としての沖縄に対する宣撫が重視された。
また米軍基地の撤去運動やいわゆる沖縄返還運動などを抑える狙いから、「琉球は日本ではない」「琉球は独自の文化を持った独立国だった」といったメッセージも多く載せられたが、これはポール・W・キャラウェイ高等弁務官の方針によるものであった。
2012年に不二出版がDVD全5枚と解説・索引などが収められた別冊を復刻している。